# Dwerggalago
De dwerggalago (Galagoides demidoff) is een soort van het geslacht dwerggalago's (Galagoides). De wetenschappelijke naam van de soort werd voor het eerst geldig gepubliceerd door Gotthelf Fischer in 1806.

## Voorkomen
De soort komt voor in Angola, Benin, Burkina Faso, Burundi, Kameroen, de Centraal-Afrikaanse Republiek, Congo-Brazzaville, Congo-Kinshasa, Ivoorkust, Equatoriaal-Guinea, Gabon, Ghana, Liberia, Mali, Nigeria, Rwanda, Senegal, Sierra Leone, Tanzania, Togo en Oeganda.

## Ondersoorten
De soort heeft de volgende twee ondersoorten:
- Galagoides demidoff demidoff (Gray, 1863) – komt voor in het grootste deel van het verspreidingsgebied.
- Galagoides demidoff poensis Thomas, 1904 – komt voor op het eiland Bioko.